# Kroktjärnen (Dalby socken, Värmland)
Kroktjärnen är en sjö i Torsby kommun i Värmland och ingår i Göta älvs huvudavrinningsområde.